# For Your Entertainment (bài hát)
"For Your Entertainment" là một trong nhưng đĩa đơn của á quân American Idol Adam Lambert, từ album "For your entertainment". Bài hát được phát hành ngày 3 tháng 11 năm 2009.
Đĩa đơn được viết bởi Claude Kelly và Dr. Luke, người từng cộng tác với Britney Spears, Katy Perry, Avril Lavigne, Flo Rida, và Kelly Clarkson.

## Những lần trình diễn
American Music Awards
"For Your Entertainment" được biểu diễn lần đầu tiên trên sân khấu American Music Awards vào ngày 22 tháng 11 năm 2009 ở Los Angeles, California. Đó là màn trình diễn gây tai tiếng cho anh. Adam nói với tạp chi Rolling Stones: "Những nữ ca sĩ biểu diễn như vậy từ lâu, và khi nam ca sĩ làm thì mọi người lại ngạc nhiên. Năm 2009 rồi, đã đến lúc chúng ta nên bạo dạn hơn, đến lúc mọi người chấp nhận chúng. Đó chỉ là sự tự do trong việc bộc lộ cảm xúc cũng như sự tự do trong nghệ thuật.

## Music video
Music video "For Your Entertainment" xuất hiện trên Adamofficial vào ngày 24 tháng 11 năm 2009, đạo diễn là Ray Kay. Video được quay trong 1 ngày, chủ nhật 15/11/2009 tại The Alexandria, Los Angeles.

## Vị trí trên các bảng xếp hạng
"For Your Entertainment" đứng thứ 84 trên U.S. ''Billboard'' Hot 100 vào tuần 28/11/2009. Cùng tuần đó, bài hát xếp thứ 33 trên Canadian Hot 100, bán ra khoảng 220,000  digital download.
| Bảng xếp hạng (2009)                | Vị trí |
| ----------------------------------- | ------ |
| Canadian Hot 100                    | 23     |
| New Zealand Singles Chart           | 10     |
| U.S. Billboard Hot 100              | 61     |
| Bảng xếp hạng (2010)                | Vị trí |
| Finnish Singles Chart               | 5      |
| U.S. Billboard Hot Dance Club Songs | 25     |